# げんしんブラザーズ
『げんしんブラザーズ』は、2020年7月24日からYouTubeとニコニコチャンネルにて配信されているインターネット番組。パーソナリティは声優の佐藤元と徳留慎乃佑。略称は『GSB』で、番組ロゴでも使用されている。

## 概要
2020年7月24日よりセカンドショットにより配信開始された、佐藤元と徳留慎乃佑がパーソナリティを務める映像付きラジオ番組。
この番組は、アイムエンタープライズの同期である2人が兄弟のような設定で送る動画バラエティである。
隔週金曜日20時にYouTube「セカンドショットちゃんねる」にて本編が、ニコニコチャンネル「せかんどちょっとちゃんねる」にて有料会員向けにアフタートークがそれぞれ配信される。

## 主なコーナー
本日のフリートーク
視聴者から届いたメールを読む。
徳留慎乃佑のYouTuber的なことをやってみたい！
徳留が「YouTuber的なことをやりたい！」と言ったことがきっかけで開始したコーナー。違う内容で様々な企画を行う。

## イベント
『市川太一・鈴木崚汰 MIXUP!!』 & 『佐藤元・徳留慎乃佑 げんしんブラザーズ』 コラボイベント2021夏
2021年7月4日に科学技術館サイエンスホールにて開催。『市川太一・鈴木崚汰 MIX UP!!』より市川太一と鈴木崚汰がそれぞれ出演。
「佐藤元・徳留慎乃佑 げんしんブラザーズ」番組イベント2023
2023年12月10日に星陵会館にて開催。
佐藤元・徳留慎乃佑 げんしんブラザーズ番組イベント2024
2024年12月22日に星陵会館にて開催。昼の部に浦和希、夜の部に竹田海渡がそれぞれゲストとして出演。
げんしんブラザーズ番組イベント2025-サプライズ-
2025年10月12日に築地本願寺ブディストホールにて開催予定。井藤智哉と照井悠希がそれぞれゲストとして出演。